# Punchline
Punchline (Lo que cuenta es el final en España y La última carcajada en Hispanoamérica) es una película estadounidense de 1988 dirigida por David Selzter y protagonizada por Tom Hanks.

## Argumento
Steven Gold (Tom Hanks), un comediante sin mucho dinero, que abandonó sus estudios de medicina, trabaja en el club Gas Station en Nueva York, junto con otros actores que esperan poder dar el gran salto al estrellato. Entre ellos, Lilah Krytsick (Sally Field), comediante de poco talento. Gold intenta ayudarla, enseñándole lo que sabe sobre comedia y humor, pero un día la televisión hace un especial en el club y todos los actores tratarán de tomar el mejor partido de esta situación, aún a expensas de sus compañeros.